# Kaizers Orchestra
La Kaizers Orchestra è una rock band norvegese nata nel 2000.

## Storia del gruppo
I due leader, il cantante Janove Ottesen e il chitarrista Geir Zahl, si conoscono da molti anni e hanno fondato insieme la loro prima band (Blod, Snått & Juling) nel 1991.
Il loro primo album, Ompa Til Du Dør (Ompa fino a morire) è stato distribuito dall'etichetta indipendente Broiler Farm nel 2001. È stato acclamato dalla critica e ottenne successo, dapprima in Norvegia, poi in Danimarca e nei Paesi Bassi. Il secondo album, Evig Pint (Per sempre torturato), è uscito nel febbraio 2003. Il terzo album - Maestro è uscito il 25 agosto 2005 in Norvegia e in altri paesi europei. Contestualmente all'uscita del loro ultimo album, Kaizers Orchestra ha firmato un contratto con la Universal Germany.
Hanno realizzato fino ad ora quattro video per i brani "Kontroll På Kontinentet", "Mann Mot Mann", "Evig Pint" e "Maestro".
Musicalmente, Kaizers Orchestra è influenzata da varie fonti, dal pessimismo dei testi di Tom Waits, alla musica ompa tipica dell'Europa Orientale fino all'hard rock. I loro testi, scritti da Ottesen e Zahl, sono tutti in norvegese.
Sono considerati una delle migliori live band contemporanee norvegesi e si esibiscono spesso dal vivo.

## Formazione
- Janove Ottesen (voce, chitarra, pianoforte, organo, barili)
- Geir Zahl (chitarra, voce, barili)
- Terje Vinterstø (chitarra, cori, percussioni) (1)
- Rune Solheim (batteria)
- Helge Risa (organo, pianoforte)
- Jon Sjøen (basso acustico) (2)
- Øyvind Storesund (basso acustico) (2)

(1) Terje Vinterstø non è un membro originario, si è aggiunto più tardi nel corso del 2000.

(2) Øyvind Storesund è stato sostituito da Jon Sjøen nel 2003.

## Discografia

### Album
- Ompa Til Du Dør (2001)
- Evig Pint (2002)
- Maestro (2005)
- Live at Vega (live, 2006)
- Maskineri (2008)
- Våre Demoner (2009)
- Violeta Violeta Vol. I (2011)
- Violeta Violeta Vol. II (2011)
- Violeta Violeta Vol. III (2012)

### EPs/Singoli
- Død Manns Tango (2002)
- Kontroll På Kontinentet (2002)
- Mann Mot Mann (2002)
- The Gypsy Finale (Live) (2004)
- Maestro (2005)